# Yael Niv
Yael Niv, es una neurocientífica estadounidense profesora de Psicología y Neurociencia en la Universidad de Princeton. Estudia el aprendizaje por refuerzo y la toma de decisiones en humanos y animales.

## Trayectoria
Yael Niv completó una especialización en Artes en la Universidad de Tel-Aviv en 2001, su tesis de maestría fue supervisada por Daphna Joel y Eytan Ruppin. Se tituló en Evolución del aprendizaje por refuerzo en entornos inciertos. Más tarde recibió un doctorado en Neurociencia en la Universidad Hebrea de Jerusalén en 2008, donde trabajó bajo la supervisión de Peter Dayan  en estudios de control del comportamiento. Su tesis se tituló Los efectos de la motivación en el comportamiento instrumental habitual. Después de una beca postdoctoral en Princeton, Yael Niv se unió a la facultad del Instituto de Neurociencia y Departamento de Psicología de Princeton en 2008. 
Yael Niv investiga los procesos neuronales y computacionales que subyacen al aprendizaje por refuerzo: los procesos cotidianos mediante los cuales aprendemos mediante prueba y error para maximizar la recompensa y minimizar el castigo. Estudia señales en el cerebro que pueden reflejar mecanismos de control dual que subyacen a la toma de decisiones, incluido un sistema de atención en la corteza prefrontal y un sistema de aprendizaje por refuerzo en los ganglios basales. Está interesada en explicaciones normativas del comportamiento y en el desarrollo de modelos neurocognitivos que ofrezcan explicaciones basadas en principios de los mecanismos cerebrales y sus algoritmos computacionales subyacentes. Se pregunta en qué sentido, si es que lo hacen, los algoritmos neurocomputacionales producen decisiones óptimas. Desde su perspectiva, el objetivo principal de la neurociencia computacional no es simular el sistema, sino comprender qué cálculos de nivel superior se instancian en el cerebro y la funcionalidad de estos cálculos neuronales.Es conocida por sus contribuciones a la investigación y por su visible trabajo de defensa contra los prejuicios de género en la neurociencia. También es fundadora de biaswatchneuro.com, un sitio web que rastrea estadísticas en un esfuerzo por combatir el sexismo en la ciencia. 

## Publicaciones representativas
- Niv, Y. (2021). La primacía de la investigación conductual para comprender el cerebro. Neurociencia del comportamiento, 135(5), 601–609.
- Niv, Y. (2019). Aprendizaje de representaciones de estado de tarea. Neurociencia de la naturaleza, 22 (10), 1544-1553.
- Niv, Y., Daniel, R., Geana, A., Gershman, S., Leong, YC, Radulescu, A. y Wilson, R. (2015). El aprendizaje por refuerzo en entornos multidimensionales se basa en mecanismos de atención. Revista de Neurociencia, 35(21), 8145–8157.
- Niv, Y., Edlund, JA, Dayan, P. y O'Doherty, JP (2012). Los errores de predicción neuronal revelan un proceso de aprendizaje por refuerzo sensible al riesgo en el cerebro humano. Revista de Neurociencia, 32 (2), 551-562.
- Niv, Y. (2009). Aprendizaje por refuerzo en el cerebro. Revista de Psicología Matemática, 53 (3), 139-154.
- Niv, Y., Daw, ND, Joel, D. y Dayan, P. (2007). Dopamina tónica: costos de oportunidad y control del vigor de respuesta. Psicofarmacología, 191 (3), 507-520.

## Premios y reconocimientos
- En 2015 recibió el Premio de Investigación Troland de la Academia Nacional de Ciencias.[12]
- En 2012 obtuvo el Premio Presidencial de Carrera Temprana para Científicos e Ingenieros.[13]
- En 2011 una beca de la Ellison Medical Foundation.[14]
- En 2010 recibió una beca de investigación Alfred P. Sloan. [15]